# Mathias de Lobel
Matthias de Lobel (Rijsel, 1538 - Londen, 3 maart 1616), ook Lobelius genoemd, en de schrijfwijze De l'Obel komt ook voor, was een Vlaams plantkundige en arts.
Zijn grootste verdiensten liggen op het gebied van de genees- en plantkunde. Hij studeerde te Leuven en Parijs en verbleef onder andere langdurig te Padua, Montpellier en Engeland. Samen met Dodoens en Clusius maakte hij deel uit van het 'Vlaamse botanische driespan' in de 16de eeuw, zij het als minst bekende van de drie.
Hij voerde het devies: 'Candore et spe' – "met oprechtheid en hoop".

## Levensloop en werk
De Lobel was in de eerste plaats geneesheer. Zijn grote belangstelling voor de plantkunde bracht hem op de belangrijkste wetenschapscentra van Europa. Zo was hij onder andere op reis in Duitsland, Italië, Frankrijk en Engeland. Het grootste deel van 1564 verbleef hij in Padua, waar hij contact had met enkele van de meest vooraanstaande botanici van zijn tijd. In Montpellier studeerde hij anderhalf jaar bij de geleerde Guillaume Rondelet, waar hij ook de geneesheer en plantkundige Pierre Pena ontmoette, die zijn reis- en studiegenoot werd. Hij verbleef met hem van 1566 tot 1571 in Engeland, waar zij werkten aan een gezamenlijk herbarium. Zij volgden hierbij de methode die planten groepeert op basis van hun uiterlijke verschijning, bv. grassen, graangewassen enz. Zij beschreven de planten met hun krachten, hun werkingen en hun nut, waarbij zij verwezen naar onder anderen Dodoens, Fuchs en Mattioli. In 1570 verscheen hun Stirpium adversaria nova bij Thomas Purfoot in Londen. Van 1571 tot 1587 verbleef De Lobel te Antwerpen, Middelburg en Delft, waar hij de geneeskunde beoefende. Dat hij als arts een grote faam genoot blijkt uit zijn functie van lijfarts en raadsheer van Willem van Oranje (1577-1584).
Tussen 1580 en 1585 verbleef De Lobel meermaals te Mechelen en te Brussel bij bekende medici en plantkundigen, onder anderen Rembert Dodoens. Hij werd vooral bekend door zijn werk Kruydtboeck oft beschrÿuinghe van allerleye ghewassen, kruyderen, hesteren ende gheboomten, dat hij samen met Christoffel Plantijn in 1581 uitgaf. Zijn kennis van het plantenrijk stelde hem in staat het systematisch werk van zijn voorgangers te verbeteren. Van 1585 tot 1596 was hij stadsmedicijn van Middelburg, waar hij op de Groentemarkt woonde.
Later werd hij, wegens zijn prestaties en omdat het intellectuele klimaat in Vlaanderen na de Val van Antwerpen in 1585 verslechterde, benoemd tot lijfarts van Jacobus I van Engeland. Hij verwierf er de eretitel van koninklijk botanograaf. Twee van zijn schoonzoons werden in 1604 beëdigd als apotheker van de Engelse koning en koningin. Op 3 maart 1616 overleed De Lobel op 78-jarige leeftijd in Engeland, waar hij begraven werd op het kerkhof van St. Denis in Londen.
Het plantengeslacht Lobelia is door Charles Plumier naar hem vernoemd. Carl Linnaeus nam die naam in 1753 over.

## Publicaties
- Stirpium adversaria nova, 1570.
- Stirpium historia, 1576.
- Kruydtboeck oft beschrÿuinghe van allerleye ghewassen, kruyderen, hesteren ende gheboomten, Antwerpen, Plantijn, 1581.